# Brasil Open
Il Brasil Open è stato un torneo professionistico di tennis che si disputava in Brasile. Faceva parte delle ATP World Tour 250 series ed era il maggior evento tennistico brasiliano dopo il Rio Open. I primi tornei si giocarono su campi in cemento e dal 2004 si disputava su campi in terra rossa. Nel 2019 si tenne l'ultima edizione e nel 2020 il torneo fu sostituito dal Chile Open, che nel 2015 era stato a sua volta sostituito dall'Ecuador Open.
Nato come torneo femminile della Women's Tennis Association nel 1977 a San Paolo, con molte interruzioni venne spostato nell'ordine a Rio de Janeiro, Guarujá, Curitiba e nel 2001 sui campi del nuovo Complexo Tenistico da Costa do Sauipe na Bahia sulla spiaggia di Mata de São João. In tale occasione fu giocato per la prima volta il torneo maschile. Il torneo femminile si tenne fino al 2002, mentre quello maschile nel 2012 fu trasferito a San Paolo.

## Albo d'oro

### Maschile

#### Singolare
| Località         | Anno | Vincitore           | Finalista            | Punteggio           |
| ---------------- | ---- | ------------------- | -------------------- | ------------------- |
| Mata de São João | 2001 | Jan Vacek           | Fernando Meligeni    | 2–6, 7–6(2), 6–3    |
| Mata de São João | 2002 | Gustavo Kuerten     | Guillermo Coria      | 6(4)–7, 7–5, 7–6(2) |
| Mata de São João | 2003 | Sjeng Schalken      | Rainer Schüttler     | 6–2, 6–4            |
| Mata de São João | 2004 | Gustavo Kuerten     | Agustín Calleri      | 3–6, 6–2, 6–3       |
| Mata de São João | 2005 | Rafael Nadal        | Alberto Martín       | 6–0, 6(2)–7, 6–1    |
| Mata de São João | 2006 | Nicolás Massú       | Alberto Martín       | 6–3, 6–4            |
| Mata de São João | 2007 | Guillermo Cañas     | Juan Carlos Ferrero  | 7–6(4), 6–1         |
| Mata de São João | 2008 | Nicolás Almagro     | Carlos Moyá          | 7–6(4), 3–6, 7–5    |
| Mata de São João | 2009 | Tommy Robredo       | Thomaz Bellucci      | 6–3, 3–6, 6–4       |
| Mata de São João | 2010 | Juan Carlos Ferrero | Łukasz Kubot         | 6–1, 6–0            |
| Mata de São João | 2011 | Nicolás Almagro     | Aleksandr Dolhopolov | 6–3, 7–6(3)         |
| San Paolo        | 2012 | Nicolás Almagro     | Filippo Volandri     | 6–3, 4–6, 6–4       |
| San Paolo        | 2013 | Rafael Nadal        | David Nalbandian     | 6–2, 6–3            |
| San Paolo        | 2014 | Federico Delbonis   | Paolo Lorenzi        | 4–6, 6–3, 6–4       |
| San Paolo        | 2015 | Pablo Cuevas        | Luca Vanni           | 6–4, 4–6, 7–6(4)    |
| San Paolo        | 2016 | Pablo Cuevas        | Pablo Carreño Busta  | 7–6(4), 6–3         |
| San Paolo        | 2017 | Pablo Cuevas        | Albert Ramos Viñolas | 6(3)–7, 6–4, 6–4    |
| San Paolo        | 2018 | Fabio Fognini       | Nicolás Jarry        | 1–6, 6–1, 6–4       |
| San Paolo        | 2019 | Guido Pella         | Cristian Garín       | 7–5, 6–3            |

#### Doppio
| Località         | Anno | Vincitori                             | Finalisti                             | Punteggio           |
| ---------------- | ---- | ------------------------------------- | ------------------------------------- | ------------------- |
| Mata de São João | 2001 | Enzo Artoni Daniel Melo               | Gastón Etlis Brent Haygarth           | 6–3, 1–6, 7–6(5)    |
| Mata de São João | 2002 | Scott Humphries Mark Merklein         | Gustavo Kuerten André Sá              | 6–3, 7–6(1)         |
| Mata de São João | 2003 | Todd Perry Thomas Shimada             | Scott Humphries Mark Merklein         | 6–2, 6–4            |
| Mata de São João | 2004 | Mariusz Fyrstenberg Marcin Matkowski  | Tomas Behrend Leoš Friedl             | 6–2, 6–2            |
| Mata de São João | 2005 | František Čermák Leoš Friedl          | José Acasuso Ignacio González King    | 6–4, 6–4            |
| Mata de São João | 2006 | Lukáš Dlouhý Pavel Vízner             | Mariusz Fyrstenberg Marcin Matkowski  | 6–1, 4–6, [10–3]    |
| Mata de São João | 2007 | Lukáš Dlouhý Pavel Vízner             | Albert Montañés Rubén Ramírez Hidalgo | 6–2, 7–6(4)         |
| Mata de São João | 2008 | Marcelo Melo André Sá                 | Albert Montañés Santiago Ventura      | 4–6, 6–2, [10–7]    |
| Mata de São João | 2009 | Marcel Granollers Tommy Robredo       | Lucas Arnold Ker Juan Mónaco          | 6–4, 7–5            |
| Mata de São João | 2010 | Pablo Cuevas Marcel Granollers        | Łukasz Kubot Oliver Marach            | 7–5, 6–4            |
| Mata de São João | 2011 | Marcelo Melo Bruno Soares             | Pablo Andújar Daniel Gimeno Traver    | 7–6(4), 6–3         |
| San Paolo        | 2012 | Eric Butorac Bruno Soares             | Michal Mertiňák André Sá              | 3–6, 6–4, [10–8]    |
| San Paolo        | 2013 | Alexander Peya Bruno Soares           | František Čermák Michal Mertiňák      | 6(5)–7, 6–2, [10–7] |
| San Paolo        | 2014 | Guillermo García López Philipp Oswald | Juan Sebastián Cabal Robert Farah     | 5–7, 6–4, [15–13]   |
| San Paolo        | 2015 | Juan Sebastián Cabal Robert Farah     | Paolo Lorenzi Diego Schwartzman       | 6–4, 6–2            |
| San Paolo        | 2016 | Julio Peralta Horacio Zeballos        | Pablo Carreño Busta David Marrero     | 4–6, 6–1, [10–5]    |
| San Paolo        | 2017 | Rogério Dutra Silva André Sá          | Marcus Daniell Marcelo Demoliner      | 7–6(5), 5–7, [10–7] |
| San Paolo        | 2018 | Federico Delbonis Máximo González     | Wesley Koolhof Artem Sitak            | 6–4, 6–2            |
| San Paolo        | 2019 | Federico Delbonis Máximo González     | Luke Bambridge Jonny O'Mara           | 6–4, 6–3            |

### Femminile

#### Singolare
| Anno       | Nome del torneo       | Categoria     | Città            | Vincitrice          | Finalista               | Punteggio     |
| ---------- | --------------------- | ------------- | ---------------- | ------------------- | ----------------------- | ------------- |
| 2002       | Brasil Open           | Tier II       | Mata de São João | Anastasija Myskina  | Eléni Daniilídou        | 6–3, 0–6, 6–2 |
| 2001       | Brasil Open           | Tier II       | Mata de São João | Monica Seles        | Jelena Dokić            | 6–2, 6–3      |
| 2000       | Brasil Open           | Tier IVa      | San Paolo        | Rita Kuti-Kis       | Paola Suárez            | 4–6, 6–4, 7–5 |
| 1999       | Brasil Open           | Tier IV       | San Paolo        | Fabiola Zuluaga     | Patricia Wartusch       | 7–5, 4–6, 7–5 |
| 1998- 1994 | Non disputato         | Non disputato | Non disputato    | Non disputato       | Non disputato           | Non disputato |
| 1993       | Bancesa Classic       | Tier IV       | Curitiba         | Sabine Hack         | Florencia Labat         | 6–2, 6–0      |
| 1992       | Non disputato         | Non disputato | Non disputato    | Non disputato       | Non disputato           | Non disputato |
| 1991       | Nivea Cup             |               | San Paolo        | Sabine Hack         | Veronika Martinek       | 6–3, 7–5      |
| 1990       | Nivea Cup             | Tier V        | San Paolo        | Veronika Martinek   | Donna Faber             | 6–2, 6–4      |
| 1989       | The Rainha Classic    | Tier V        | Guaruja          | Federica Haumuller  | Patricia Tarabini       | 7–6, 6–4      |
| 1988       | Rainha Cup            |               | Guaruja          | Mercedes Paz        | Rene Simpson            | 7–5, 6–2      |
| 1987       | Brazilian Open        |               | Guaruja          | Neige Dias          | Pat Medrado             | 6–0, 6–7, 6–4 |
| 1986       | Brazilian Open        |               | San Paolo        | Vicki Nelson Dunbar | Jenny Klitch            | 6–2, 7–6      |
| 1985       | Brazil                |               | San Paolo        | Mercedes Paz        | Laura Gildemeister      | 5–7, 6–1, 6–4 |
| 1984       | Santista Textile Open |               | Rio de Janeiro   | Sandra Cecchini     | Adriana Villagran-Reami | 6–3, 6–3      |
| 1983- 1978 | Non disputato         | Non disputato | Non disputato    | Non disputato       | Non disputato           | Non disputato |
| 1977       | Colgate BraZil Open   |               | San Paolo        | Billie Jean King    | Betty Stöve             | 6–1, 6–4      |

#### Doppio
| Anno       | Nome del torneo       | Categoria     | Città            | Vincitrici                            | Finaliste                           | Punteggio     |
| ---------- | --------------------- | ------------- | ---------------- | ------------------------------------- | ----------------------------------- | ------------- |
| 2002       | Brasil Open           | Tier II       | Mata de São João | Virginia Ruano Pascual Paola Suárez   | Rossana De Los Ríos Émilie Loit     | 6–4, 6–1      |
| 2001       | Brasil Open           | Tier II       | Mata de São João | Amanda Coetzer Lori McNeil            | Nicole Arendt Patricia Tarabini     | 6–7, 6–2, 6–4 |
| 2000       | Brasil Open           | Tier IVa      | San Paolo        | Laura Montalvo Paola Suárez           | Janette Husárová Florencia Labat    | 5–7, 6–4, 6–3 |
| 1999       | Brasil Open           | Tier IV       | San Paolo        | Laura Montalvo Paola Suárez           | Janette Husárová Florencia Labat    | 6–7, 7–5, 7–5 |
| 1998- 1994 | Non disputato         | Non disputato | Non disputato    | Non disputato                         | Non disputato                       | Non disputato |
| 1993       | Bancesa Classic       | Tier IV       | Curitiba         | Sabine Hack Veronika Martinek         | Claudia Chabalgoity Andrea Vieira   | 6–2, 7–6      |
| 1992       | Non disputato         | Non disputato | Non disputato    | Non disputato                         | Non disputato                       | Non disputato |
| 1991       | Nivea Cup             |               | San Paolo        | Inés Gorrochategui Mercedes Paz       | Renata Baranski Laura Glitz         | 6–2, 6–2      |
| 1990       | Nivea Cup             | Tier V        | San Paolo        | Bettina Fulco-Villella Eva Švíglerová | Mary Pierce Luanne Spadea           | 7–5, 6–4      |
| 1989       | The Rainha Classic    | Tier V        | Guaruja          | Mercedes Paz Patricia Tarabini        | Claudia Chabalgoity Luciana Corsato | 6–2, 6–2      |
| 1988       | Rainha Cup            |               | Guaruja          | Bettina Fulco-Villella Mercedes Paz   | Carin Bakkum Simone Schilder        | 6–3, 6–4      |
| 1987       | Brazilian Open        |               | Guaruja          | Katrina Adams Cheryl Jones            | Jill Hetherington Mercedes Paz      | 6–4, 4–6, 6–4 |
| 1986       | Brazilian Open        |               | San Paolo        | Neige Dias Pat Medrado                | Laura Gildemeister Petra Huber      | 4–6, 6–4, 7–6 |
| 1985       | Brazil                |               | San Paolo        | Mercedes Paz Gabriela Sabatini        | Neige Dias Csilla Bartos-Cserepy    | 7–5, 6–4      |
| 1984       | Santista Textile Open |               | Rio de Janeiro   | Jill Hetherington Hélène Pelletier    | Penny Barg-Mager Kylie Copeland     | 6–3, 2–6, 7–6 |
| 1983- 1978 | Non disputato         | Non disputato | Non disputato    | Non disputato                         | Non disputato                       | Non disputato |
| 1977       | Colgate BraZil Open   |               | San Paolo        | Kerry Reid Wendy Turnbull             | Martina Navrátilová Betty Stöve     | 6–3, 5–7, 6–2 |